# Saud Abdulhamid
Saud Abdullah Salem Abdulhamid (em árabe: سعود عبدالحميد; Gidá, 18 de julho de 1999) é um futebolista saudita que atua como lateral-direito. Atualmente joga no Lens, emprestado pela Roma.

## Gols pela seleção
| No. | Data                  | Local                                                         | Adversário | Placar | Resultado | Competição |
| --- | --------------------- | ------------------------------------------------------------- | ---------- | ------ | --------- | ---------- |
| 1.  | 6 de novembro de 2022 | Estádio Mohammed Bin Zayed, Abu Dhabi, Emirados Árabes Unidos | Islândia   | 1–0    | 1–0       | Amistoso   |

## Títulos
Al-Hilal
- Campeonato Saudita de Futebol: 2021–22 e 2023–24
- Copa do Rei: 2022–23 e 2023–24
- Supercopa da Arábia Saudita: 2023 e 2024

Arábia Saudita sub-20
- Campeonato Asiático de Futebol Sub-19: 2018

Arábia Saudita sub-23
- Campeonato Asiático de Futebol Sub-23: 2022